# Tong Ling
Tong Ling (China; 13 de julio de 1962) es una jugadora profesional de tenis de mesa china, campeona del mundo en Novi Sad, en el año 1981.
Ling cuando jugaba en dobles, donde también ganó varias medallas en los Mundiales, lo hacía junto a su compatriota Guan Jianhua.